# Adelio Crespi
Adelio Crespi (Busto Arsizio, 24 febbraio 1937 – Parabiago, 5 ottobre 2018) è stato un calciatore italiano, di ruolo centrocampista.

## Carriera
Debutta in Serie B con il Legnano disputando quattro gare nella stagione 1956-1957, e gioca con i lilla i successivi tre campionati di Serie C.
Nel 1960 passa alla Pro Patria, dove gioca 104 partite in quattro campionati di Serie B; in seguito si trasferisce alla Solbiatese dove gioca per altri nove anni in Serie C, fino al 1973.

## Palmarès

### Allenatore

#### Competizioni nazionali
- Serie D: 1

Pro Patria: 1974-1975